# Rozvojový trh
Rozvojový trh nebo rozvíjející se trh nebo rostoucí trh je označení země, která má některé charakteristiky rozvinutého trhu, ale nesplňuje všechny standardy na označení za rozvinutý trh. Pojem zahrnuje země, které mohou být rozvinutými trhy v budoucnosti nebo byly v minulosti. Termín „hraniční trh“ se používá pro rozvojové země s menšími, rizikovějšími nebo méně likvidními kapitálovými trhy než jsou „rostoucí“. Ekonomiky Číny a Indie se považují za největší rostoucí trhy. Podle časopisu The Economist, mnoho lidí považuje termín za zastaralý, ale neprosadil se žádný nový termín. Hedgeový fondový kapitál dosáhl rekordní nové úrovně v prvním čtvrtletí roku 2011 ve výši 121 miliard USD. Čtyři největší rostoucí trhy a rozvojové ekonomiky podle nominálního HDP nebo HDP podle kupní síly jsou země BRIC (Brazílie, Rusko, Indie a Čína).